# UCI Coupe des Nations U23 2013
L'UCI Coupe des Nations U23 2013 est la septième édition de l'UCI Coupe des Nations U23. Elle est réservée aux cyclistes de sélection nationales de moins de 23 ans. Elle est organisée par l'Union cycliste internationale et fait partie du calendrier des circuits continentaux.

## Résultats

### Épreuves
| Date       | Épreuve                                     | Pays     | Vainqueur               | Deuxième            | Troisième           | Leader (nations) |
| ---------- | ------------------------------------------- | -------- | ----------------------- | ------------------- | ------------------- | ---------------- |
| 16 mars    | Championnat d'Asie sur route espoirs        | Inde     | Ali Khademi             | Nurbolat Kulimbetov | Vladislav Gorbunov  | Iran             |
| 6 avril    | Tour des Flandres espoirs                   | Belgique | Rick Zabel              | Dylan Groenewegen   | Magnus Cort Nielsen | Allemagne        |
| 10 avril   | Côte picarde                                | France   | Caleb Ewan              | Sean De Bie         | Simon Yates         | Belgique         |
| 13 avril   | ZLM Tour                                    | Pays-Bas | Yoeri Havik             | Mark Dzamastagic    | Kiril Yatsevich     | Pays-Bas         |
| 5 mai      | Championnat panaméricains sur route espoirs | Mexique  | Richard Carapaz         | Isaac Bolívar       | Félix Barón         | Pays-Bas         |
| 7-9 juin   | Coupe des nations Ville Saguenay            | Canada   | Sondre Holst Enger      | Alexis Gougeard     | Diego Ochoa         | Pays-Bas         |
| 21 juillet | Championnat d'Europe sur route espoirs      | Tchéquie | Sean De Bie             | Petr Vakoč          | Toms Skujiņš        | France           |
| 24-31 août | Tour de l'Avenir                            | France   | Rubén Fernández Andújar | Adam Yates          | Patrick Konrad      | France           |

### Classement par nations
| #  | Pays            | Pts. |
| -- | --------------- | ---- |
| 1  | France          | 74   |
| 2  | Grande-Bretagne | 64   |
| 3  | Pays-Bas        | 59   |
| 4  | Norvège         | 57   |
| 5  | Belgique        | 52   |
| 6  | Kazakhstan      | 46   |
| 7  | Italie          | 46   |
| 8  | Allemagne       | 44   |
| 9  | Slovénie        | 42   |
| 10 | Colombie        | 41   |